# Djami
Maulānā Nuro'd-Dīn Abdo'r Rahmān Djāmi (în persană: نورالدین عبدالرحمن جامی)  (n. 18 august 1414 - d. 19 noiembrie 1492) a fost un poet și erudit persan, adept al sufismului.
Clasic al literaturii persane, opera sa este bogată (circa 50 de titluri) și diversă.

## Opera
- 1479, 1489, 1491: 3 divanuri de gazeluri;
- Cele șapte tronuri ("Hāft Ourāng");
- Leila și Mağnum ("Leila o Mağnum");
- Yusuf și Zuleika ("Yusuf o Zuleika");
- 1487: Grădina primăverii ("Bahārestān");
- c. 1479:Suflarea conviețuirii ("Nafātu'l uns").

Djami a mai scris biografii de poeți și ale sfinților sufismului.